# Club Morelos
Der Club Morelos war ein mexikanischer Fußballverein, der 1920/21 in der Liga Mexicana mitgewirkt hat und 1921 am Campeonato del Centenario teilnahm. Beide Turniere fanden im Rahmen der Fußballmeisterschaft von Mexiko statt.

## Geschichte
Der Verein wurde vermutlich 1920 unter der Leitung von Margarito Cejudo von einigen Fußballenthusiasten gegründet, die seit 1918 im mexikanischen Bundesstaat Morelos dem runden Leder hinterherjagten. Er hatte jedoch nur eine kurze Lebensdauer und gehörte bereits wenige Jahre später der Vergangenheit an. Einige seiner Leistungsträger fanden beim CF México in San Pedro de los Pinos, damals noch ein kleiner Vorort von Mexiko-Stadt, eine neue Heimat.

## Renaissance?
Es ist unklar, ob eine Identität mit dem gleichnamigen Verein besteht, der zwischen 1975/76 und 1981/82 in der seinerzeit drittklassigen Tercera División sowie in der zweitklassigen Segunda División vertreten war. Dieser Verein wurde zur Saison 1975/76 in die Tercera División aufgenommen und erwarb am Ende derselben Spielzeit die Lizenz zur Teilnahmeberechtigung in der zweiten Liga von den Mastines de Naucalpan.
Für die kommenden 3 Spielzeiten trat der Club Morelos in der Segunda División an. Nach dem sportlichen Abstieg am Ende der Saison 1978/79 kehrte der Verein in die Tercera División zurück, in der der Club Morelos 3 weitere Spielzeiten vertreten war. Nach der Saison 1981/82 zog der Club Morelos sich offiziell aus der Liga zurück und ließ seine Mannschaft in der kommenden Saison 1982/83 unter der Schirmherrschaft der Universität Morelos antreten.